# Enicospilus guatemalensis
Enicospilus guatemalensis är en stekelart som först beskrevs av Cameron 1886.  Enicospilus guatemalensis ingår i släktet Enicospilus och familjen brokparasitsteklar. Inga underarter finns listade i Catalogue of Life.